# Neobrachiella appendiculata
Neobrachiella appendiculata är en kräftdjursart som först beskrevs av Henrik Nikolai Krøyer 1863.  Neobrachiella appendiculata ingår i släktet Neobrachiella och familjen Lernaeopodidae. Inga underarter finns listade i Catalogue of Life.